# Кратке приче из Хогвортса о хероизму, тешкоћама и опасним хобијима
Кратке приче из Хогвортса о хероизму, тешкоћама и опасним хобијима (енгл. Short Stories from Hogwarts of Heroism, Hardship and Dangerous Hobbies) је електронска књига коју је написала Џ. К. Роулинг, водич за Хогвортсове учитеље. Објављенa је 6. септембра 2016. на више језика истовремено.

## Историја објављивања
Ова књига је објављена у исто време као и друге две:
- Хогвортс: Непотпун и непоуздан водич
- Short Stories from Hogwarts of Power, Politics and Pesky Poltergeists

## Реакција читалаца
Према коментарима, књига садржи пуно изненађујућих и запетљаних детаља о ликовима, као и објашњење историје чаробњачког света и занимљива открића. Неки обожаваоци су негативно реаговали на чињеницу да је већина садржаја књиге већ била бесплатно доступна на интернету.